# Arabejo
Arabejo (llamada oficialmente Santa María de Arabexo) es una parroquia española del municipio de Valle del Dubra, en la provincia de La Coruña, Galicia.

## Entidades de población
Entidades de población que forman parte de la parroquia:
- A Igrexa (A Irexa)
- Albaxeira (Albagueira)
- Burgo (O Burgo)
- Campo do Río (O Campo do Río)
- Cancela (A Cancela)
- Casal (O Casal)
- Caseiros (Os Caseiros)
- Castrillón
- Cerdeiras (As Cerdeiras)
- Fonte (A Fonte)
- Monte (O Monte)
- Outeiro (O Outeiro)
- Outrocanto
- Pino (O Pino)
- Rebordelos
- Vilar (O Vilar)
- Xariñas

## Demografía
| Gráfica de evolución demográfica de Arabejo entre 2000 y 2019 |
|                                                               |
| Datos según el nomenclátor publicado por el INE.              |